# Cyclisme en Andorre
Le cyclisme en Andorre est géré par la fédération andorrane de cyclisme (Federació Andorrana de Ciclisme). Le cyclisme sur route profite des nombreux cols de montagne qui sont empruntés aussi bien par les cyclotouristes que par les coureurs professionnels lors des grands tours. Le VTT est principalement pratiqué l'été dans les stations de sports d'hiver qui se reconvertissent en bike park et accueillent régulièrement des épreuves de la coupe du monde de VTT.

## Cyclisme sur route

### Cyclotourisme

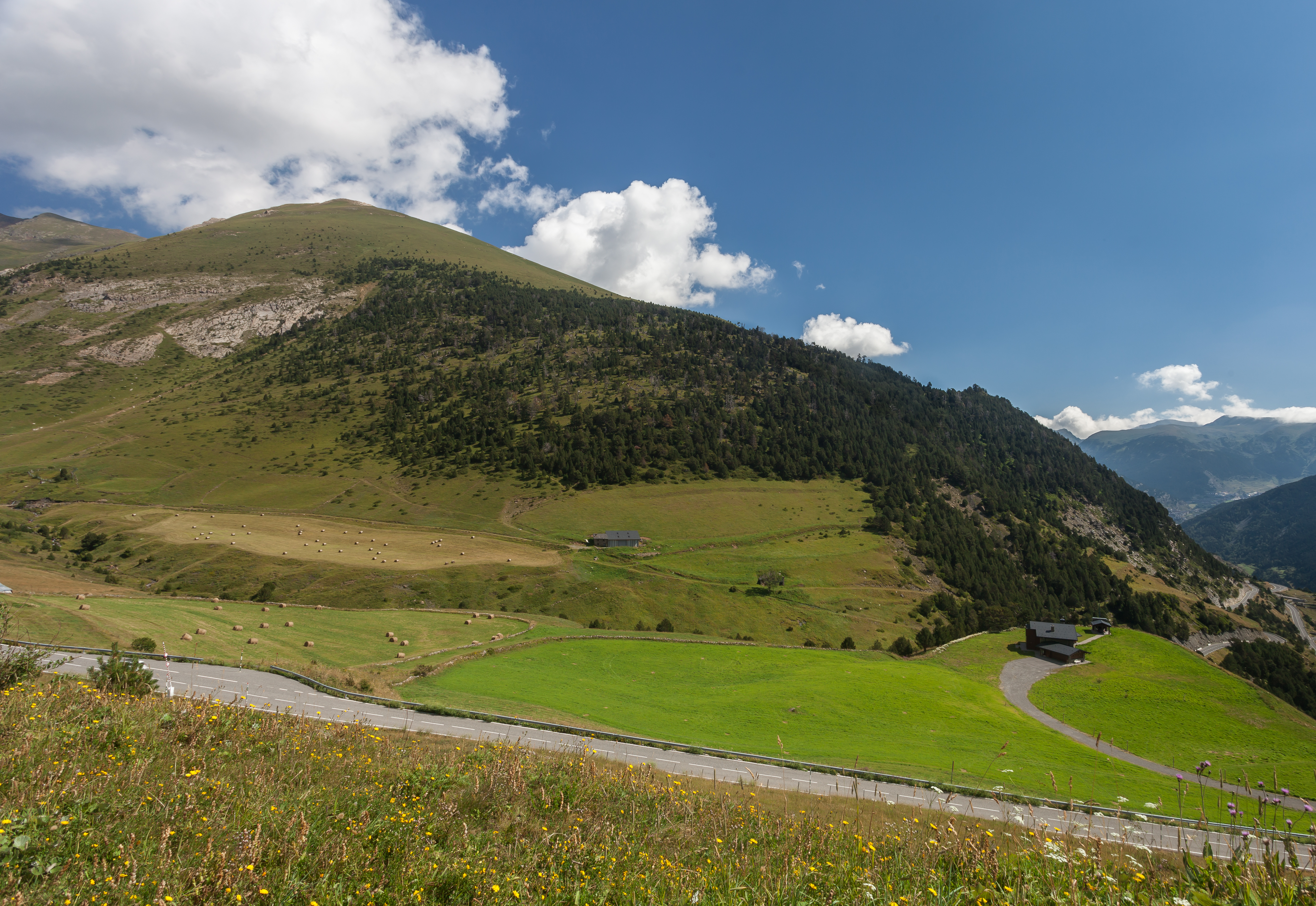
Paysage dans la montée du col d'Ordino

Les cols et les paysages andorrans attirent les cyclotouristes notamment au printemps et en été. La pratique du cyclotourisme est facilitée par l'existence d'hôtels orientés vers cette clientèle mais également par la présence de magasins de location de matériel. Enfin les cols andorrans sont agrémentés de panneaux d'information destinés aux cyclotouristes.

### Principaux cols routiers
L'Andorre compte plus d'une vingtaine de cols routiers. Le port d'Envalira est le plus haut col routier des Pyrénées, atteignant une altitude de 2 409 m. Il offre une montée longue et régulière (27,5 km à 5 % depuis Andorre-la-Vieille) et a été emprunté à plusieurs reprises par les grands tours cyclistes. La montée vers Ordino Arcalís est une montée exigeante (10,1 km à 7,2 % depuis le village d'El Serrat) qui a été le théâtre d'arrivées au sommet du Tour de France et de la Vuelta. Parmi les autres cols importants on compte le col de Beixalís, le col d'Ordino, la collada de la Gallina, le port de Cabús ainsi que les montées vers Vallnord et la Rabassa.

### Passages des grands tours

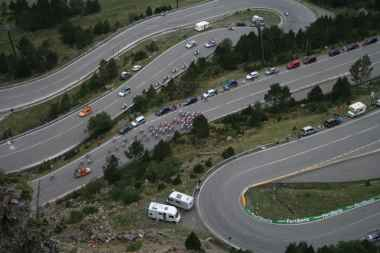
Peloton dans la montée vers Arcalis (Vuelta 2005)

Les routes andorranes ont été empruntées à de multiples reprises par les grands tours cyclistes au cours des traditionnelles étapes pyrénéennes.
Andorre a ainsi accueilli huit étapes du tour de France lors des éditions 1997, 2009, 2016 et 2021 avec notamment deux arrivées au sommet à Ordino Arcalís et une journée de repos à Andorre-la-Vieille. 
Le tour d'Espagne a fait davantage d'incursions dans le pays. Onze éditions ont ainsi comporté un passage en territoire andorran : 1998, 1999, 2007, 2008, 2010, 2012, 2013, 2015, 2017, 2018 et 2019.
Même s'il ne s'agit pas à proprement parler de l'un des grands tours, le tour de Catalogne arpente également les routes de la principauté avec en particulier quatre arrivées au sommet à Vallnord (2005, 2006, 2009 et 2011).

### Cyclisme sur route professionnel en Andorre

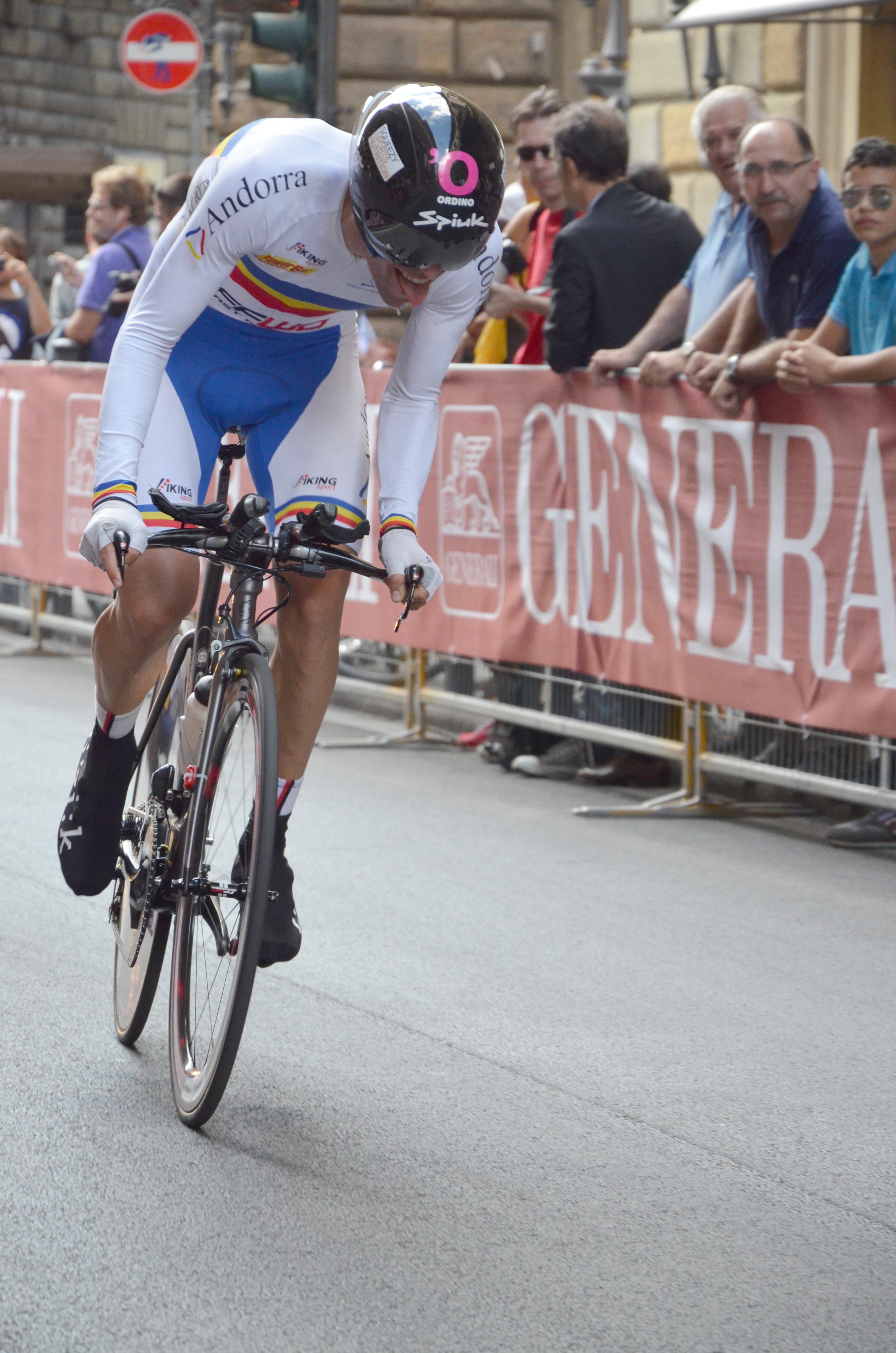
David Albós, quintuple champion d'Andorre du contre-la-montre

Le cyclisme professionnel en Andorre est sous l'égide de la fédération andorrane de cyclisme. Celle-ci organise annuellement les championnats d'Andorre de cyclisme sur route.
Il n'existe plus d'équipe professionnelle andorrane de cyclisme. L'équipe Festina s'est brièvement installée en Andorre en 1993, sans s'impliquer dans le cyclisme local, avant de redevenir française en 1994. Elle comportait alors quelques cyclistes andorrans dans son effectif notamment afin de respecter les quotas de nationalité. On notera toutefois la présence dans l'équipe de Xavier Pérez qui avait auparavant représenté son pays à l'occasion de la course en ligne des Jeux olympiques de 1988 (59e) et 1992 (31e) et qui participera avec Festina au Tour d'Italie 1993.
L'équipe Andorra-Grandvalira a concouru sur le circuit continental européen professionnel en 2009 avant de perdre son statut.
Quelques cyclistes andorrans ont couru dans d'autres équipes professionnelles, comme Julio Pintado, actuellement signé chez Massi-Kuwait Cycling Project. 
Joaquim Rodríguez, classé numéro un mondial à l'UCI World Tour en 2010, 2012 et 2013 est résident andorran. Rui Costa et Carlos Verona sont également domiciliés en Andorre.

## VTT

### Lieux de pratique du VTT

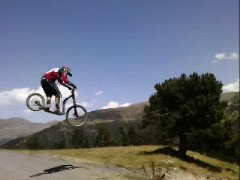
Descente sur le bike park de Soldeu

Les stations de sports d'hiver du pays se transforment l'été en bike parks proposant près de 200 km de pistes de descente en VTT. Le sommet des pistes est accessible par les remontées mécaniques qui restent opérationnelles dans ce but. Vallnord est le principal bike park du pays et accueille les compétitions internationales de VTT. La station Grandvalira possède également son bike park à Soldeu. La principauté abrite des écoles de VTT et de nombreux magasins de location de matériel.
En dehors des descentes en VTT, il est également possible de pratiquer la randonnée à vélo sur les chemins de montagne du pays.

### Compétitions

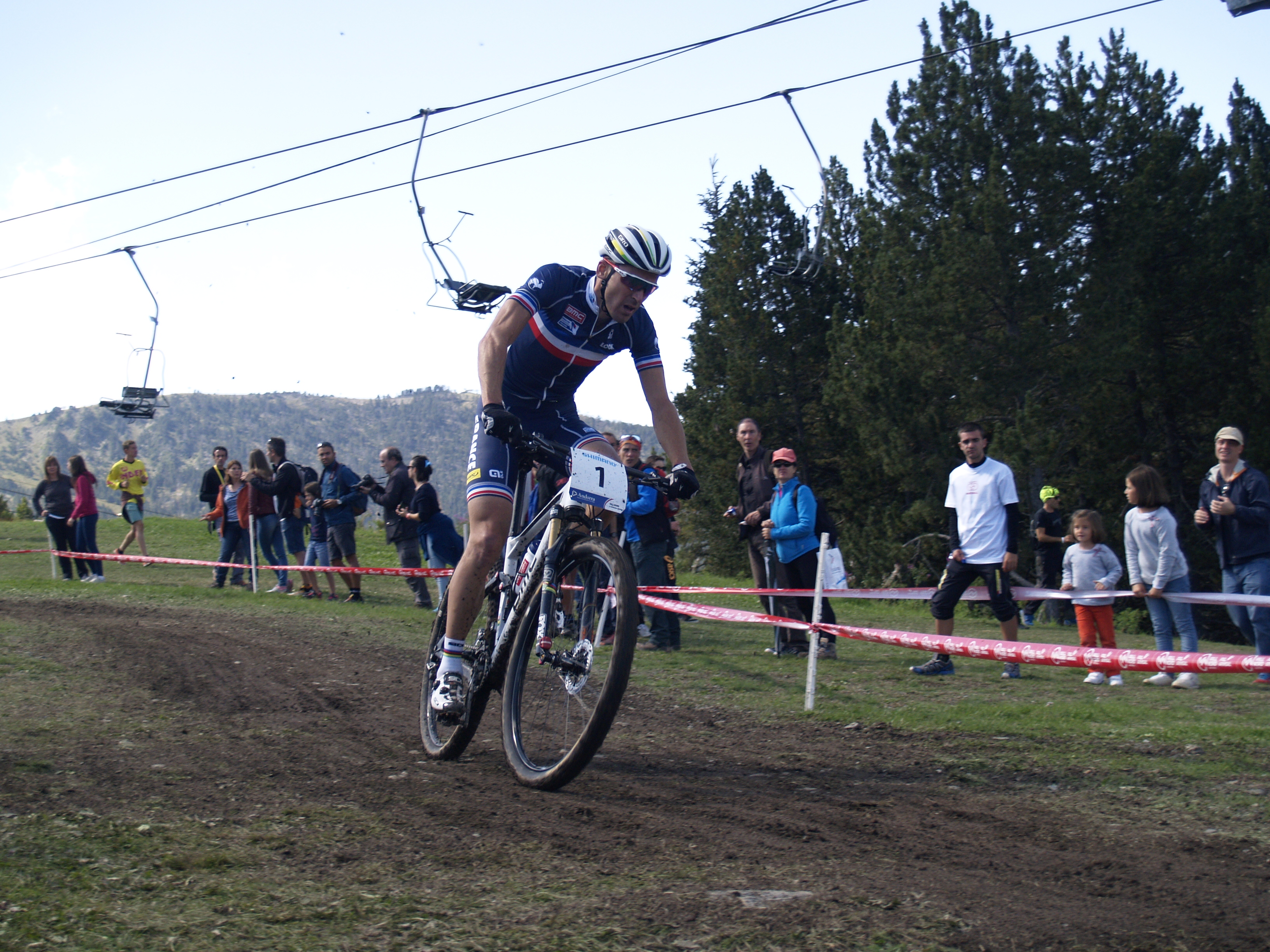
Julien Absalon aux championnats du monde de VTT et trial 2015

Les Championnats du monde de VTT et de trial ont été organisés en Andorre en 2015.
Des manches de cinq éditions de la coupe du monde de VTT se sont déroulées sur le bike park de la station de Vallnord dans trois disciplines différentes.
| Édition | Date                      | Épreuves                            |
| ------- | ------------------------- | ----------------------------------- |
| 2008    | 1er juin                  | Cross-country, descente, four cross |
| 2009    | 16 mai - 17 mai           | Descente, four cross                |
| 2013    | 27 juillet - 28 juillet   | Cross-country, descente             |
| 2016    | 3 septembre - 4 septembre | Cross-country, descente             |
| 2017    | 1er juillet - 2 juillet   | Cross-country, descente             |
| 2018    | 13 juillet - 15 juillet   | Cross-country, descente             |
| 2019    | 5 juillet - 7 juillet     | Cross-country, descente             |
| 2019    | 19 juin - 21 juin         | Cross-country, descente             |

## Impact économique
Les grandes compétitions cyclistes (route et VTT) entraînent un afflux de touristes dans la principauté et offrent une visibilité au pays dans les médias. De nombreux cyclotouristes sont attirés par les cols andorrans et séjournent ainsi dans le pays. La reconversion estivale des stations de sports d'hiver en bike park fournit à ces dernières un complément d'activité après la fonte des neiges. 
Commencal est une entreprise andorrane installée à Erts qui réalise des vélos, principalement des vélos tout terrain.